# أندريس توث
أندريس توث (بالمجرية: Tóth András)‏ (مواليد 5 سبتمبر 1949) هو لاعب كرة قدم. يلعب مع منتخب المجر لكرة القدم. سبق له أن لعب في كأس العالم لكرة القدم مع منتخب بلاده.

## روابط خارجية
- أندريس توث على موقع الاتحاد الدولي (مؤرشف)  (الإنجليزية)
- أندريس توث على موقع قاعدة بيانات كرة القدم.إي يو (الإنجليزية)
- أندريس توث على موقع ناشيونال فوتبول تيمز (الإنجليزية)